# Верховой диалект чувашского языка
Верхово́й диале́кт чува́шского языка́ (чув. тури, вирьял калаҫӑвӗ) — один из трёх диалектов чувашского языка. Является разговорной речью для верховых чуваш.

## Ареал

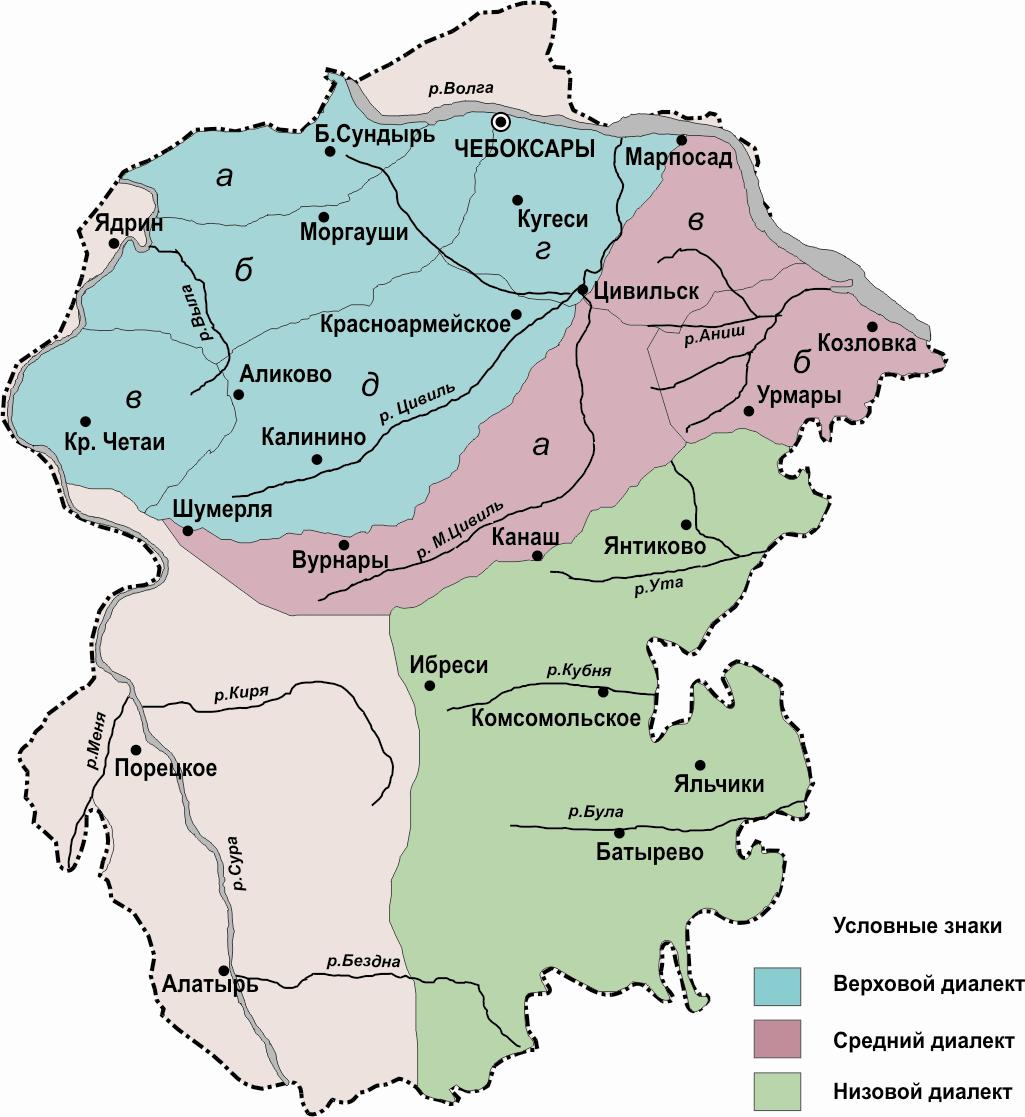
Карта диалектов чувашского языка на территории Чувашской Республики

Зона распространения верхового диалекта находится в междуречье Суры и Большого Цивиля, охватывая северо-западные районы Чувашской Республики и граничит на востоке с зоной средненизовых чувашей (чув. анат енчи). Граница между диалектами проходит по условной линии, установленной исследователем Г. И. Комиссаровым:

От села Чемурша на юге → через посёлок Кугеси (Чебоксарский район) → село Визикасы (Цивильский район) → деревня Вурман-Янишево (Канашский район) → огибает восточнее село Янгорчино (Вурнарский район) → далее продолжается на юго-запад к Присурскому лесному массиву, включая село Чувашские Алгаши (Шумерлинский район).

## Лингвистическая характеристика
Важнейшие различительные признаки языка В.ч.: оканье (за исключением калининско-аликовского говора); богатство системы гласных; губная гармония однородных кратких гласных ӑ, ӗ (вӑтӑр [ˈʋəʷt̬əʷr] «тридцать», кӗмӗл [ˈkʲɘʷmʲɘʷlʲ] «серебро») и т. д.
В говорах В.ч. аффикс множествен. числа подчиняется закону гармонии гласных, в отличие от одновариантного низового (лашасам «лошади», ӗнесем «коровы»). Имеются особенности в склонении имён существительных и спряжении глаголов.
В лексике верхового диалекта как результат контактирования с марийцами выделяются два слоя марийских заимствований. Первый составляет субстратная лексика, например, йӗтӗр ~ йӗттӗр ~ иттӗр «скалка», пӳрт ~ пöрт «изба», характерная для всех этнографических групп чувашей. Второй слой — ареальный, проникший в чувашеязычную среду позднее (тцтти «дедушка», йӑнкӑл «колокольчик», лотка «кадка», лӳлеш «пряслица», кӑрӑш «кузов», кокар апатти «суп из голья», эртнӗ «берестяной кузовок» и др.).
Для диалекта верховых характерно оканье (окҫа вместо литературного укҫа (деньги), орпа вместо литературного урпа (ячмень)).
В диалекте аффикс множественного числа -сем имеет парный аффикс -сам (например, лашасам вместо литературного лашасем). Существует мнение, что в их диалекте лучше сохранились древние элементы чувашского языка, чем в диалекте низовых чуваш, на основе которого был образован чувашский литературный язык.
В отличие от этнографических групп ряда соседних народов (например, марийцев и мордвы) для которых характерны более чем значительные различия в языке, у чувашей диалекты и вообще все специфические групповые культурные признаки сложились сравнительно поздно, что свидетельствует о том, что предки чувашей в домонгольский период в основном уже сложились в единую булгарскую народность, и она переживала этноконсолидационные процессы. Tогда же на базе консолидации отдельных племенных диалектов окончательно сложились все основные характерные черты единого булгарского языка, ставшего впоследствии основой чувашского

### Словари
- Чувашско-русский словарь.
- Русско-чувашский словарь. Архивная копия от 19 мая 2021 на Wayback Machine Краткий русско-чувашский словарь наиболее употребительных слов. Под редакцией Сергеева Л. П., Васильевой Е. Ф.
- Олимпиада ҫӗнтерӳҫисене чысланӑ Архивная копия от 16 июня 2021 на Wayback Machine